# Ogrody Carlton
Ogrody Carlton – kompleks ogrodów położonych w Melbourne w stanie Wiktoria w Australii. W 2004 roku ogrody wraz z Budynkiem Wystawy Królewskiej zostały wpisane na listę światowego dziedzictwa UNESCO.

## Historia
Ogrody zostały zaprojektowane przez angielskiego projektanta ogrodów Edward La Trobe Bateman w 1856 roku. W 1879 roku z powodu Międzynarodowej Wystawy w Melbourne ogrody zostały przebudowane przez Williama Sangstera. W 1999 roku otwarto tutaj muzeum zajmujące ok. jedną szóstą całego kompleksu.

## Galeria

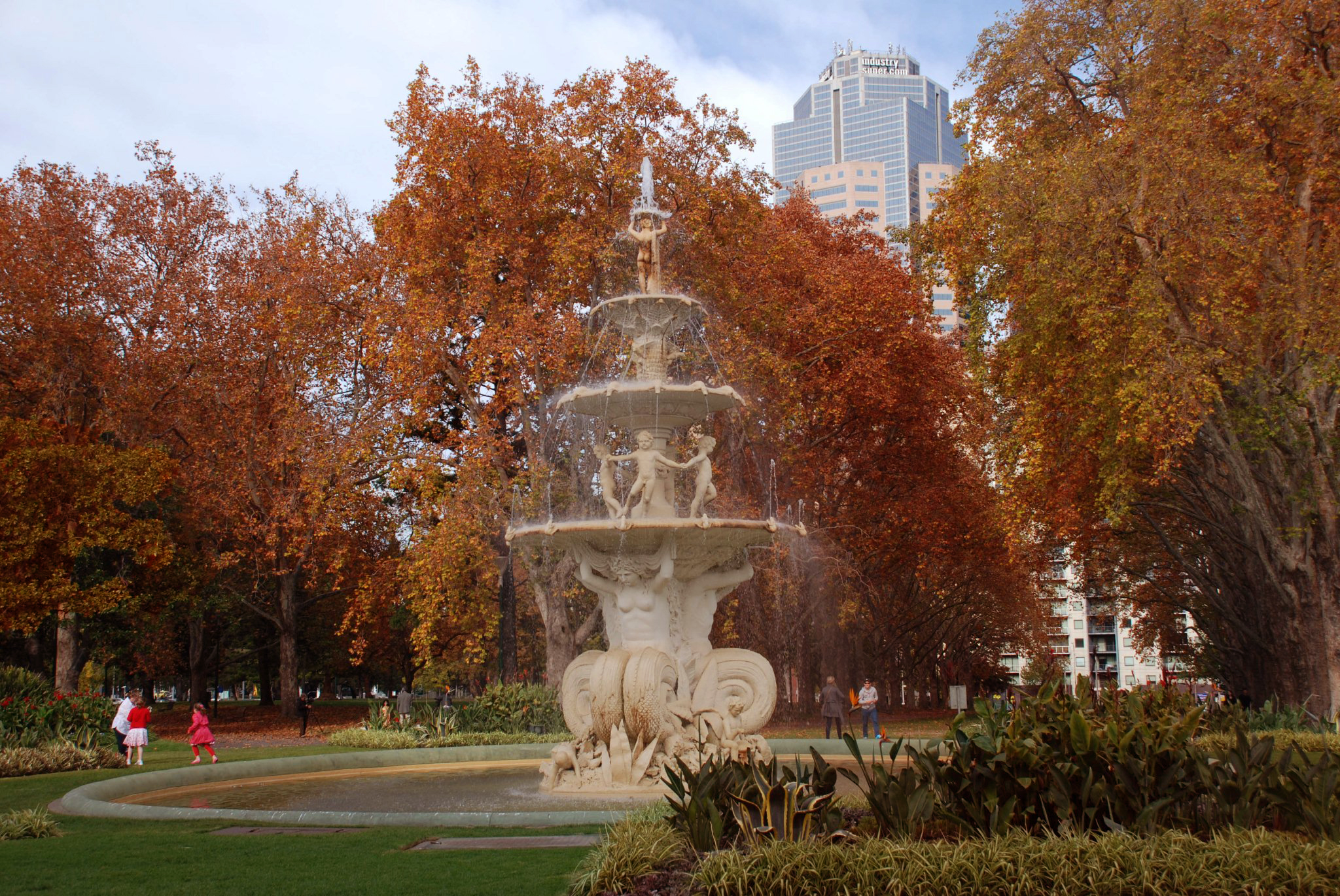
Ogrody Carlton jesienią
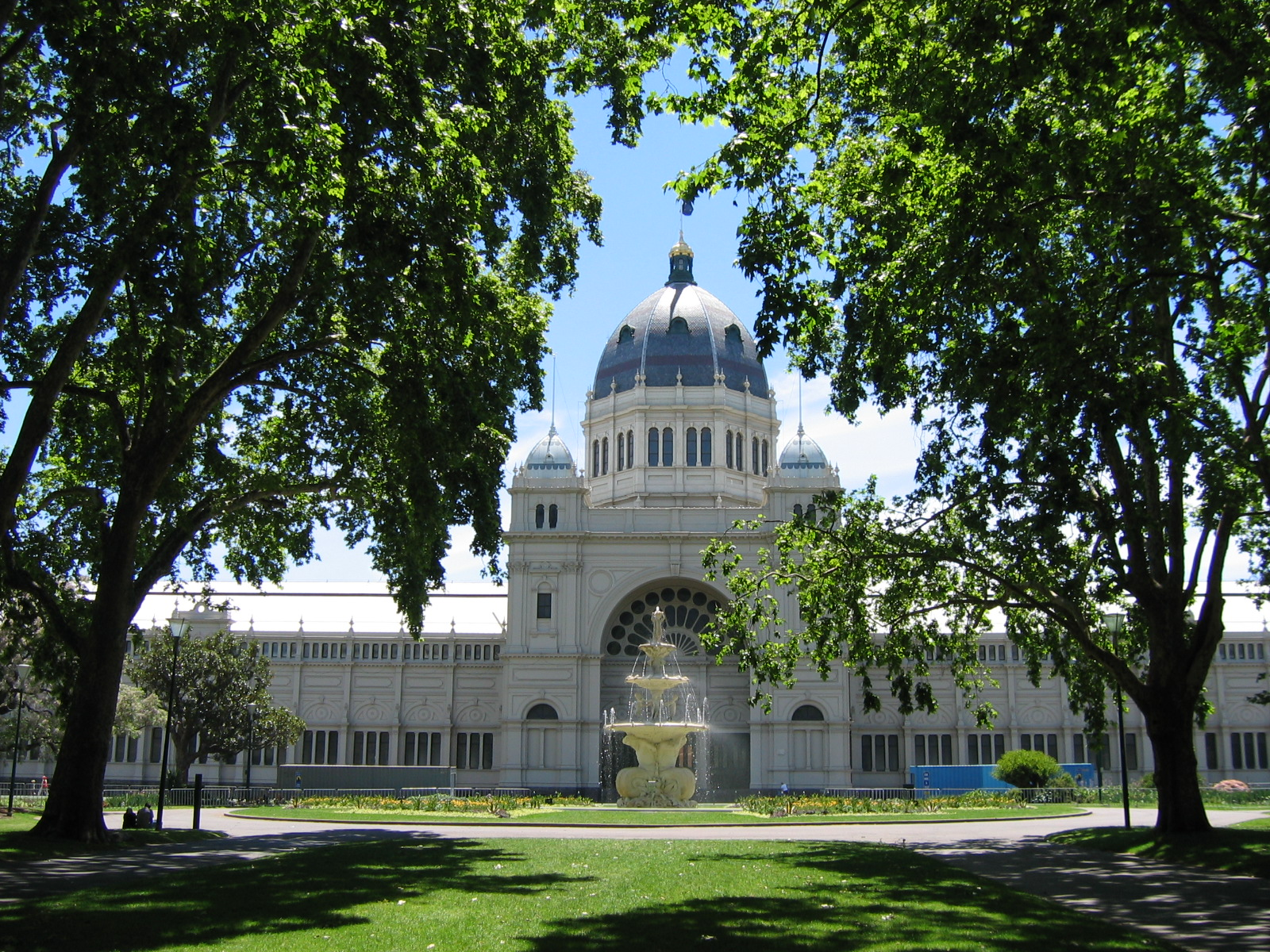
Budynek Wystawy Królewskiej
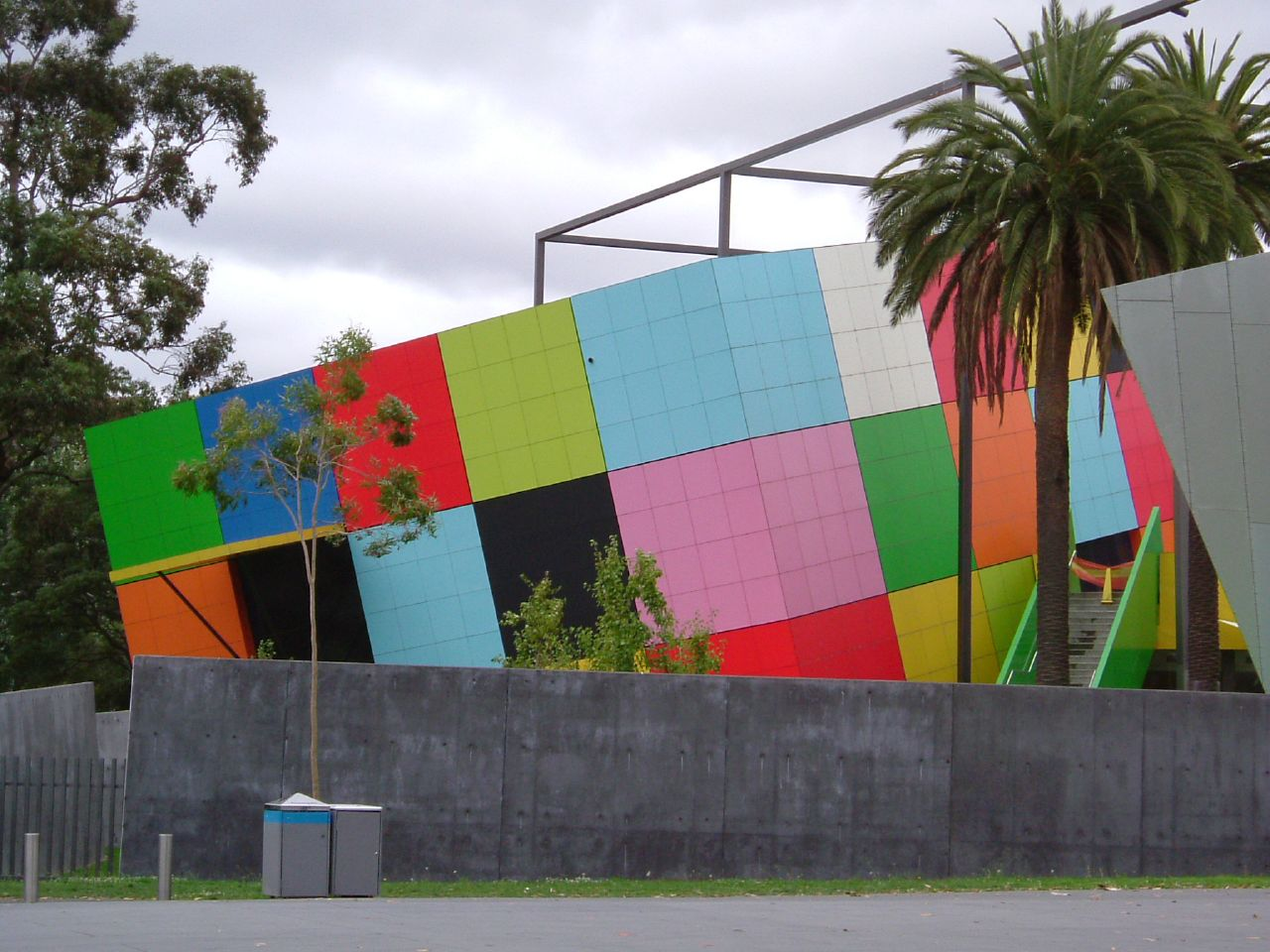
Melbourne Museum
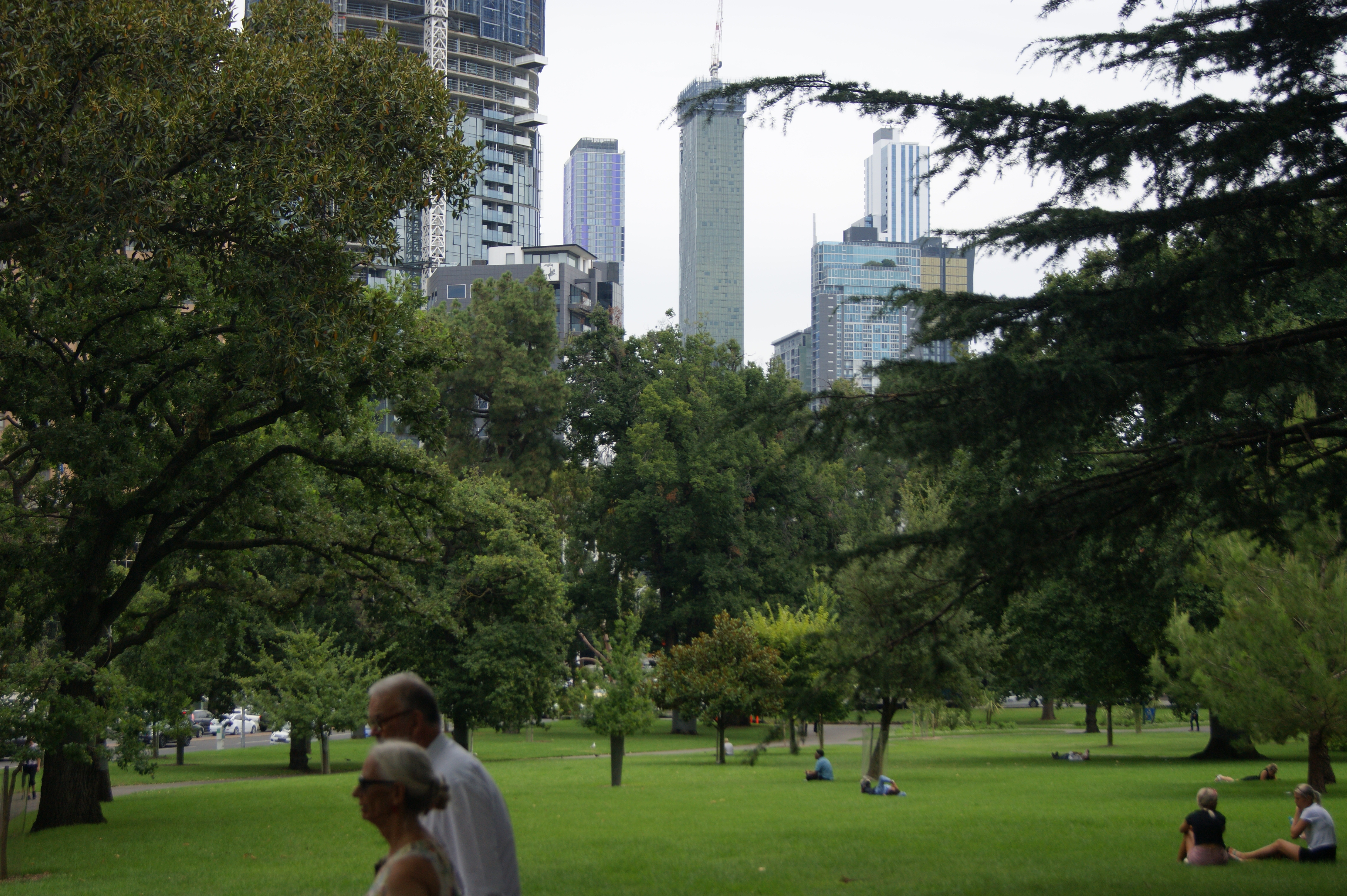
Drapacze chmur w centrum miasta widziane z ogrodów